# Paolo Santonino
Paolo Santonino (latinsko Paulus Santoninus) tudi Sanctoninus ali de Sanctoninis, furlanski humanist, laični kancler oglejskega patriarhata, notar, popotnik in pisatelj, * okoli 1440, Stroncone v južni Umbriji; † med 1508 in 1510, Videm. 

## Življenje
Osnovne informacije o Paolu Santoninu je prvi posredoval Giuseppe Vale, ki je izdal njegove »Popotne dnevnike 1485-1487«.  Iz samih dnevnikov so razvidni tudi nekateri podatki o Santoninu, prvi zapisi o njem v zgodovinskih furlanskih virih pa so iz leta 1469, ko se je tam tudi trajno naselil. V Vidmu je bil med drugim javni notar in imenovani sodnik, meščanske pravice so mu bile podeljene leta 1473. Bil je lastnik hiše s posestvom v današnji ulici Vittorio Veneto. V zakonu z Lukrecijo Allegrezza je imel, po do sedaj dostopnih virih, eno hčer in pet sinov, od kateri so trije postali pravniki, med njimi je tretji sin Avguštin nadaljeval očetovo kanclersko službo. 

## Poklicno delovanje
Kraj njegovega šolanja ni znan, oče Giovanni (umrl leta 1473) pa je sinu omogočil študij prava in cerkvenega kanonskega prava, Paolo se je izobrazil tudi v klasičnih vedah.
Iz arhivskih dokumentov je razvidno, da so mladega pravnika (že kot notarja) zaposlili v pisarni oglejskega patriarhata, v času po smrti patriarha Ludvika III. Trevisana (umrlega 1465), ko so funkcijo patriarha opravljali razni upravitelji, in pred imenovanjem ter umestitvijo novega, verjetno na priporočilo škofa Andrea di Ferentino, ki ga je papež imenoval za generalnega vikarja in je postal upravitelj patriarhata 21. novembra 1468.
Na listini z datumom 27. april 1469 je Santonino že podpisan kot kancler in vodja oglejske pisarne. To zelo odgovorno in pomembno službo je opravljal okoli 30 let  , tako pod patriarhom Markom Barba (1471–91), kot pod patriarhom Ermolaom Barbaro (1491–4) ki ga je slovesno imenoval za »edinega kanclerja«. Po imenovanju in umestitvi novega patriarha Nikolaja Donatija (1494-7), je z mesta kanclerja leta 1494 odstopil, ker ob primopredaji ni izročil pisarni vseh zaupanih spisov (verjetno je šlo za njemu lastne zapiske z vizitacijskih potovanj v letih 1485–87). Kljub temu je pridobil pred imenovanjem patriarha Dominika Grimanija (1497–1517) tako odlična priporočila za kanclersko mesto, da bi lahko še naprej opravljal tovrstne posle, vendar so tedaj pisarno patriarhata preselili v Čedad, kjer pa mu je bila javna služba, kot meščanu Vidma, nedostopna. Kljub temu je poleg dela za mestno upravo v Vidmu še vedno opravljal tudi nekatere posle za oglejski kapitelj. Posle kanclerja (vodje pisarne) je Santonino ponovno opravljal v letih 1506 in 1507, ko se je pisarna patriarhata spet vrnila v Videm. Iz arhivskih virov je razvidno, da je tedaj okoli 67 letni Santonino že bolehal za protinom na nogi. Iz vsebine in podpisa arhivskega dokumenta iz leta 1508 je izpričano, da je bil tedaj še živ, leta 1510 pa je kanclersko mesto za pokojnim očetom prevzel sin Avguštin.

## Zgodovinski okvir
Po silovitih turških vpadih, ki so od leta 1469 do 1483 prizadeli vse slovenske dežele, se je oglejski patriarhat odločil, da se v predelih, ki so sodili pod njegovo cerkveno oblast, ugotovi škoda, preuči versko stanje ter prepreči popuščanje moralne drže duhovništva, podelijo zakramenti, hkrati pa se tudi posvetijo cerkve, ki so bile oskrunjene. Paolu Santoninu, kanclerju oglejskega patriarha, se je ponudila priložnost, da se kot spremljevalec, seveda za dobro plačilo, udeleži treh vizitacij, ki jih je vodil generalni vikar oglejskega patriarhata, kaprulanski (Caorle) škof Peter Carli. 

## Dela
- Paolo Santonino, Popotni dnevniki 1485 - 1487. prev. Primož Simoniti Mohorjeva družba Celovec, Ljubljana, 1991 (COBISS) ISBN 3-85013-238-2.

## Popotni dnevniki 1485-1487
Na treh vizitacijskih potovanjih v letih od 1485 do 1487 je kancler Santonino spremljal škofa Petra Carlia. Na njih je škof ugotavljal škodo, ki so jo povzročili turški vpadi na južnem Štajerskem, na Kranjskem in Koroškem, blagoslavljal oskrunjene cerkve in podeljeval zakramente. 
Iz videmskih in drugih arhivov je razvidno, da je Santonino s kaligrafsko pisavo lastnoročno napisal 16 zvezkov uradnih zapisnikov kurije oglejskega patriarhata (v letih 1472–94), listine za Visitationum Liber (v letih 1488 do 1495) ohranilo se je tudi nekaj njegovih pisem, v zgodovino pa se je zapisal predvsem zaradi »Popotnih dnevnikov 1485-1487«, gre za t. i. itinerarij, ki ima še danes veliko literarno, zgodovinsko in dokumentarno vrednost.  Videmski arhivar Giuseppe Vale, ki je ta santoninov spis leta 1934 objavil, je o nastanku itinerarija v svojem dodatku tudi zapisal, da je Santonino poleg uradnih poročil in zapiskov ob vizitacijah, na katerih je spremljal škofa, zase delal natančne zapiske o zanimivostih in doživetjih s potovanj po slovenskem ozemlju in drugod. Zapiske je nato doma literarno obdelal za svoje humanistične prijatelje. Itinerarij je zato sestavljen v treh delih, za vsako potovanje posebej. 

### Prvo potovanje
Na prvo potovanje so se odpravili 29. septembra 1485 iz San Daniele v Furlaniji in ga zaključili 11. novembra 1485 v Vidmu. Na njem je škof in njegovo spremstvo s Santoninom obiskal vzhodno Tirolsko ter kraje v dolini reke Drave. 

### Drugo potovanje
Drugo vizitacijsko potovanje so pričeli 26. augusta 1486 v Čedadu in ga zaključili 1. oktobra 1486 v Vidmu.  Na njem je Santonino v škofovskem spremstvu obiskal današnjo avstrijsko Koroško in tedanjo Kranjsko, pot je vodila ob reki Nadiži do Kreda in naprej skozi Kobarid in Tolmin. Ustavili so se v Škofji Loki, Kranju, Tržiču nato pa čez prelaz Ljubelj potovali v Železno Kapljo in ob Dravi v Borovlje. Po enem tednu, preživetem v Beljaku je odprava obiskala samostan Arnoldstein, Štefan na Zilji in grad Finkenstein, nato so se vrnili v Rožek. Od tod jih je pot vodila v smeri proti Trbižu od tam pa čez prelaz Predel v Bovec in Kobarid nazaj v Čedad.

### Tretje potovanje
Tretje potovanje so pričeli pričeli 7. maja 1487 v Tolminu in ga zaključili 8. junija 1487 v Vidmu.  Pot je vodila do Grahovega, skozi Selce, Kompolje in Franz (Vransko) v Slovenske Konjice. Obiskali so Loče in Čadram pri Oplotnici. Pot je vodila v Poljčane, v samostan sv. Zofije v Studenicah, naprej v Makole in na Črešnjevec ter na grad Štatenberg. Obiskali so Ptuj in Ptujsko Goro, Žetale ter Rogatec. Po petih dnevih počitka v Rogatcu so se vrnili v Studenice, nadaljevali na Črešnjevec, obiskali Polskavo in Hoče. Naslednji kraji obiska so bili Fram, Slivnica, Slovenska Bistrica in Tinje. Ponovno so potovali skozi Slovenske Konjice, na vizitacije v Malahorno, Vitanje in Črešnjice ter obiskali tudi Žičko Kartuzijo.  Pot je vodila naprej skozi Ponikvo v Celje. Potovanje so zaključevali z obiski gradu Blagovice, Tolmina , Čedada ter ga končali v Vidmu.
Santonino je sicer škofa vizitatorja spremljal tudi leta 1492 med potovanjem na Kranjsko in leta 1494 na Štajersko, vendar teh potovanj ni literarno opisal. Po humanističnih zgledih obdelano potovanje v letih 1485–87 je bil verjetno tisti spis, morda še ne do kraja oblikovan, ki ga leta 1494 Santonino ni hotel izročiti pisarni patriarhata, čeprav bi se bil rad novi patriarh Nikolaj Donati iz njega poučil o razmerah na ozemlju patriarhata onstran habsburške meje, od koder ni imel zadostnih in verodostojnih informacij. 

## Zgodovina santoninovih zapiskov
Pozneje je santoninove »Popotne dnevnike 1485-1487« v dar dobil patriarh Dominik Grimani in jih zapustil svojemu nečaku, kardinalu Marinu Grimaniju (umrlemu 1546), iz zapuščine le-tega jih je leta 1547 kupil neki Sirleto, vendar so jih že leta 1549 uvrstili v evidenco listin Vatikanske knjižnice  . V Furlaniji sicer na spis niso pozabili, vendar so se njegove polne vrednosti zavedli šele, ko ga je kardinal Giovanni Mercati opisal in ocenil v letih 1937 in 1938.  Prve dele  itinerarija je objavil že leta 1936 J. B. Corgnali, videmski arhivar Giuseppe Vale pa ga je leta 1943 objavil v celoti in mu dodal bogat komentar, ki je uporabnost tega vira zelo povečal. 

### Zgodovinski in etnografski pomen
Slovensko zgodovinopisje ne pozna za 2. polovico 15. stol. nobenega spisa, ki bi se po natančnosti opisov, pomenu in bogastvu mogel meriti s »Popotnimi dnevniki 1485-1487« Paola Santoninija, čeprav sam zapis ni posebno velik. Santonino je bil namreč bister in široko razgledan opazovalec, pronicljiv ocenjevalec krajev, razmer in značajev, pozoren na vse, kar je moglo zanimati humanističnega izobraženca. Tako je v svoj spis vnašal natančen opis in potek poti, naravne lepote, posebnosti v rastju in živalstvu ter tudi druge izredne zunanje pojave in prigode. Ni prezrl niti gostišč, prehrane ter pijač, tedanjih zdravstvenih in higienskih naprav, slovesnosti, zabav in prireditev, iger, petja ter glasbe. Posebno ga je zanimala cerkvena uprava z vodilnimi osebami, službami, verski redovi in samostani, bogoslužje, pa tudi cerkvene in druge zgradbe, popisal je njihovo kakovost in umetniško vrednost. Opisal je tudi srečanja z lokalno pomembnimi osebami in plemiškimi gostitelji, krajevne in zgodovinske znamenitosti, oblačila in običaje. Tudi sam način santoninovega opisovanja ima svojo kulturnozgodovinsko vrednost.

### Komentar Giuseppeja Vale
Komentar, ki ga je »Popotnim dnevnikom 1485-1487« dodal Giuseppe Vale, se ozira na razmere in težnje znotraj patriarhata v santoninovem času, v njem je opisal santoninov rod in tudi nekatere njegove osebne podatke, pri besedilu dodatka pa navaja važne podatke in dokumente iz oglejskega arhiva in druge dosegljive literature, v veliki meri tudi o slovenskem ozemlju, ki razlagajo ali dopolnjujejo Santonina. Določanje krajev in njihova imena Valu sicer delajo težave, tudi pri zapisu nemških in slovenskih topografskih in drugih imen je večkrat zmeden, vendar ne toliko, da bi bila s tem bistveno ovirana uporabnost tega vira. 